# Společenskost
Společenskost, neboli družnost (též sociabilita) je základní pojem vědeckého oboru sociologie a prvotním podnětem v jeho zkoumání. Jedná se o přirozenou schopnost a dovednost zvířat a lidí[zdroj?] sdružovat se a vstupovat do vztahů ve společnosti. Sdružování vede ke družnosti, která je předpokladem společenskosti. Opakem společenskosti (sociability) je nespolečenskost (asociálnost). Lidé se dělí na ženy a muže, kteří tvoří základní důvod a předpoklad společenskosti a pokračování samotné bytostní, tedy nejen lidské, ale i zvířecí existence.[zdroj?]